# Prelude
PRELUDE é o extended play (EP) de estreia solo da cantora e compositora cubana-americana Lauren Jauregui, lançado em 5 de novembro de 2021, sendo composto por sete canções intimistas. Para divulgar o lançamento do álbum, a cantora promoveu uma serie de 6 shows nos Estados Unidos apresentando o novo trabalho.
Após o hiato indefinido do Fifth Harmony em 2018, Jauregui começou a trabalhar duro em uma profunda mudança de paradigma pessoal, desvendando verdades dolorosas enquanto se orientava para se tornar a versão de Lauren Jauregui que vemos hoje. "PRELUDE é meu bebê. Estou trabalhando nele há quatro anos e ele meio que tomou forma e ganhou vida a partir das peças do processo de escrita. Saiu exatamente como eu queria e também nada como eu imaginava, por isso acho que é realmente lindo. Essencialmente, quando faço arte, é porque estou explorando minha vida ou a experiência da vida em geral. Eu fiz isso da minha perspectiva e tenho certeza como compositora, farei isso da perspectiva dos outros, mas minha arte é aquilo que eu posso cavar por dentro e me livrar catarticamente", revelou em entrevista para a Billboard.
“Colors”, o primeiro single do EP a ser lançado, é uma canção contemplativa e carregada de emoção que revela a verificação da realidade interna da cantora, onde independentemente do que esteja acontecendo, ela precisa estar bem consigo mesma. Já “Scattered”, segundo single do álbum, conta com a colaboração do rapper Vic Mensa e fala sobre saúde mental.
“Obrigada a todos os meus lindos colaboradores e a Deus, minha equipe espiritual e a mim mesma por guiar meus passos até este momento. Este é o começo e eu sou muito grata”, escreveu Lauren em seu Twitter após o lançamento do EP.
Em março de 2023, "Falling", quarta canção do EP, esteve presente em um dos episódios da 14ª temporada da série americana NCIS: Los Angeles.

## Lista de faixas
| N.º            | Título                        | Compositor(es)                            | Produtor(es)                                       | Duração |  |
| 1.             | "Intro"                       | Lauren Jauregui Mika Krstic Sam Ricci     | Lauren Jauregui Sam Ricci                          | 1:12    |  |
| 2.             | "Colors"                      | Lauren Jauregui                           | Johnny Rain Lentz Martin                           | 2:34    |  |
| 3.             | "Scattered" (feat. Vic Mensa) | Lauren Jauregui Vic Mensa Charity Croff   | Oak Felder Trevor Brown Zaire Koalo                | 3:38    |  |
| 4.             | "Falling"                     | Lauren Jauregui                           | Timbaland Federico Vindver Angel Lopez Justus West | 4:23    |  |
| 5.             | "On Guard" (feat. 6lack)      | Lauren Jauregui 6lack                     | Jahaan Sweet Ray “Quasi” Nelson                    | 3:26    |  |
| 6.             | "Don't Wanna Say"             | Lauren Jauregui Paul Phamous              | Oak Felder                                         | 3:21    |  |
| 7.             | "Sorry"                       | Lauren Jauregui Jenna Andrews Tushar Apte | Malay                                              | 3:05    |  |
| Duração total: | Duração total:                | Duração total:                            | Duração total:                                     | 20:59   |  |